# Altagracia Calderón
Altagracia Calderón   (Jalacingo, 1837 - Puebla de Zaragoza, 17 d'octubre de 1917), també sobrenomenada com a"La cabra" o "La charra", fou una infermera i miliciana mexicana. Va participar, entre d'altres accions d'armes, a la Segona Intervenció Francesa al seu país, a Mèxic.
Va néixer a Jalacingo, a l'estat de Veracruz, població que en aquells moments formava part del municipi de Teziutlán. Va formar part de les milícies que es van formar a Teziutlán contra les tropes del Segon Imperi Francès al costat de la seva parella, Gabino Ortega, comandant de les tropes de cavalleria, que va morir en aquestes accions militars. Es va integrar a les tropes d'Ignacio Zaragoza per a la defensa de la ciutat de Puebla de Zaragoza a les accions d'armes del 4 i 5 de maig, a la batalla de Puebla. En aquesta acció va treballar a la infermeria de l'exèrcit de la República Federal de Mèxic, on va conèixer Porfirio Díaz.
Fou empresonada per les tropes imperials, i alliberada posteriorment per les tropes de Porfirio Díaz després de la Presa de Puebla de 1867. Romandria a les tropes liberals fins a 1872.
Va morir el 1917 a la ciutat de Puebla. Fou sepultada al Panteó Municipal de Pobla.